# Port lotniczy Perth
Port lotniczy Perth (ang. Perth Airport, kod IATA: PER kod ICAO: YPPH) – międzynarodowy port lotniczy położony koło Perth. Jest największym portem lotniczym stanu Australia Zachodnia. Obsługuje połączenia do Europy, Azji, Afryki i w rejon Pacyfiku.

## Linie lotnicze i połączenia
| Linia              | Kierunek |
| ------------------ | --- |
| Air Asia           | 1. Denpasar 2. Dżakarta |
| Air New Zealand    | 1. Auckland |
| Airnorth           | 1. Alice Springs 2. Kununurra |
| Batik Air          | 1. Auckland 2. Denpasar 3. Dżakarta |
| Citilink           | 1. Denpasar |
| Jetstar            | 1. Adelaide 2. Brisbane 3. Cairns 4. Denpasar 5. Gold Coast 6. Melbourne 7. Sydney Sezonowo: 1. Phuket 2. Singapur |
| Nexus Airlines     | 1. Geraldton |
| Qantas             | 1. Adelaide 2. Brisbane 3. Broome 4. Canberra 5. Darwin 6. Exmouth 7. Geraldton 8. Kalgoorlie 9. Karratha/Dampier 10. Melbourne 11. Newman 12. Paraburdoo 13. Port Hedland 14. Singapur 15. Sydney                                                       |
| Regional Express   | 1. Albany 2. Carnarvon 3. Esperance 4. Monkey Mia |
| Scoot              | 1. Singapur |
| Singapore Airlines | 1. Singapur |
| Skippers           | 1. Laverton 2. Leonora 3. Mount Magnet 4. Wiluna |
| VietJet Air        | 1. Adelaide |
| Virgin Australia   | 1. Adelaide 2. Brisbane 3. Broome 4. Cairns 5. Darwin 6. Exmouth 7. Hobart 8. Kalgoorlie 9. Karratha/Dampier 10. Kununurra 11. Launceston 12. Melbourne 13. Newman 14. Onslow 15. Port Hedland 16. Sydney 17. Wyspa Bożego Narodzenia 18. Wyspy Kokosowe |

### Czartery
- Network Aviation
- Maroomba Airlines
- SkyAirWorld
- AvWest
- Complete Aviation Services

### Cargo
- Australian air Express (Melbourne)
- Toll Priority (Melbourne)